# 志磨神社

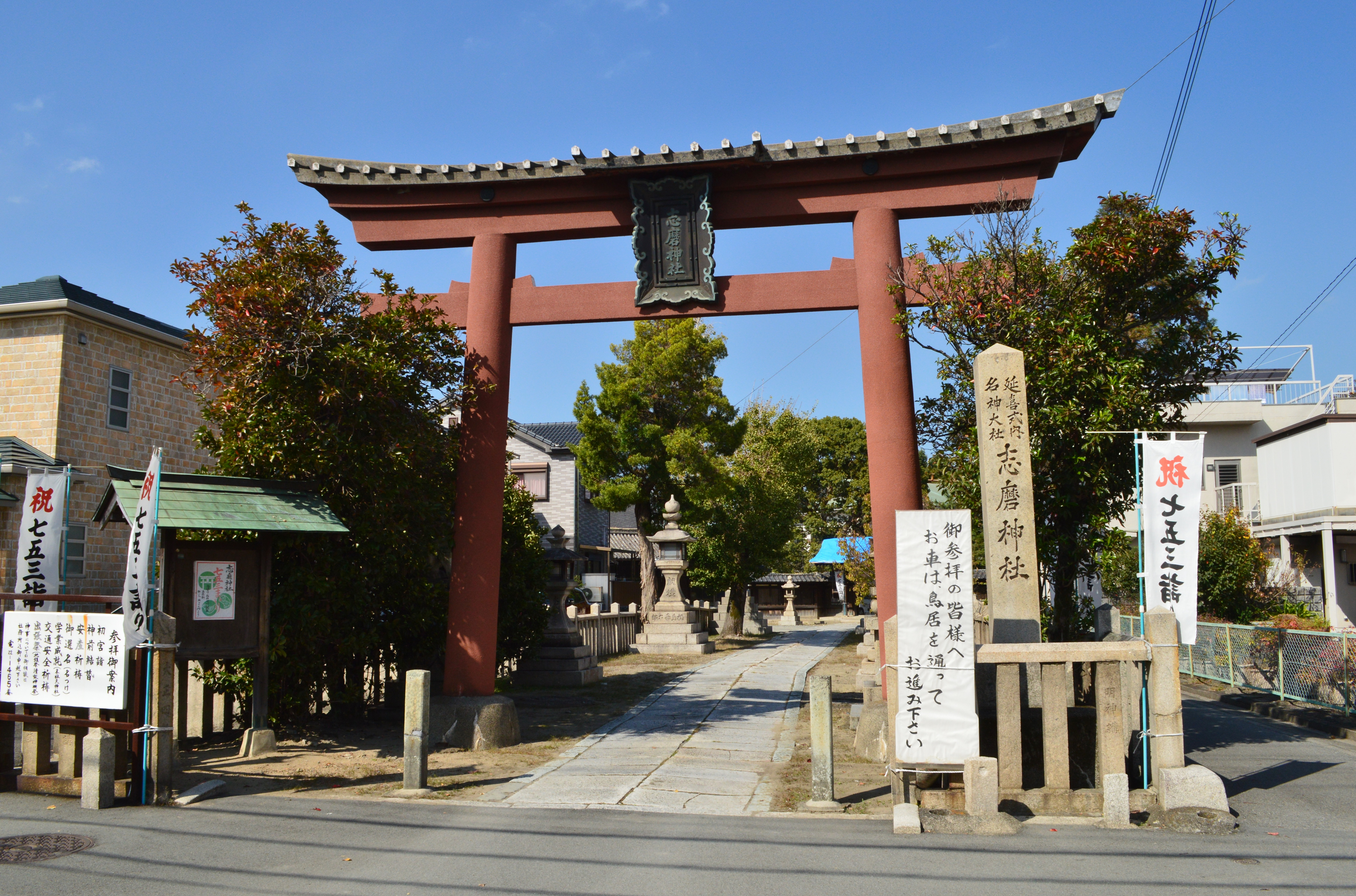
鳥居

志磨神社（しまじんじゃ）は、和歌山県和歌山市中之島にある神社。式内社（名神大社）で、旧社格は県社。
伊達神社（和歌山市園部）、静火神社（和歌山市和田、竈山神社摂社）とともに「紀三所社（きのさんしょしゃ）」と称される。

## 祭神
祭神は次の2柱。
主祭神
- 中津島姫命（なかつしまひめのみこと） - 別名を市杵島姫命（いちきしまひめのみこと）。

配祀神
- 生国魂神（いくだまのかみ） - 配祀の経緯は不詳。

別説として、『紀伊続風土記』では「紀三所社」が伊太祁曽三神（五十猛命・大屋都比売命・都麻都比売命）を分祀するとし、志磨神社祭神を大屋都比売命に推定する。ただし志磨神社は紀の川の川中島に位置することから、立地の観点からは中津島姫命が妥当とされる。
また『住吉大社神代記』では、住吉大社摂社の船玉神社が紀氏の神であり「志麻神・静火神・伊達神」の本社であるとしている。

## 歴史
当社は、元和年間（1615年-1624年）に式内社「志磨神社」に比定され改称したものである。現在は「中之島」の地名が表すように紀の川三角州の島に位置するが、社名「しま」がこの川中島を指すといわれる。比定以前の当社は「九頭明神（国津明神）」を称し、元和当時には島内に当社含め小祠6社があったが、その中でも最も社地に勝れていた九頭明神が選ばれたという。

### 概史
文献では、古くは『新抄格勅符抄』大同元年（806年）牒に神戸として「島神 七戸」の記載がある。神戸の存在は、『和名類聚抄』名草郡の「島神戸」の記載にも見える。国史では「志摩神」として、いずれも伊達神・静火神とともに承和11年（844年）に正五位下、嘉祥3年（850年）に従四位下、貞観元年（859年）に正四位下、貞観17年（875年）に従三位の神階昇叙の記事が記載されている。
延長5年（927年）成立の『延喜式』神名帳では紀伊国名草郡に「志磨神社 名神大」と記載され名神大社に列しているほか、『紀伊国神名帳』では「正一位 志摩大神」と記載されている。
また、志磨神社は伊達神社（和歌山市園部）、静火神社（和歌山市和田）とともに「紀三所社（きのさんしょしゃ）」と称されたとされる。「紀三所社」の記載は、永承3年（1048年）の収納米帳を初めとして、『中右記』天仁2年（1109年）条、『梁塵秘抄』四句神歌等に見える。『住吉大社神代記』では紀三所社の由来について、神功皇后が三韓征伐に用いた船3艘を武内宿禰に祀らせたことによるとする。
以上の文献上の「志磨神社」はその後所在不明となっていたが、元和年間（1615年-1624年）に当時「九頭（国津）明神」と称していた当社に比定された。『紀伊続風土記』によれば、当社は慶長年間（1596年-1615年）以前は社領として田畑5反を有していたが検地に伴い没収、その後紀州徳川家によって再興されたという。
明治維新後、昭和17年（1942年）に近代社格制度において県社に昇格している。

### 神階
- 六国史における神階奉叙の記録
  - 承和11年（844年）11月3日、従五位下から正五位下 （『続日本後紀』） - 表記は「志摩神」。
  - 嘉祥3年（850年）10月21日、従四位下 （『日本文徳天皇実録』） - 表記は「志摩神」。
  - 貞観元年（859年）1月27日、従四位下から正四位下 （『日本三代実録』） - 表記は「志摩神」。
  - 貞観17年（875年）10月17日、正四位上から従三位 （『日本三代実録』） - 表記は「志摩神」。
- 六国史以後
  - 正一位 （『紀伊国神名帳』） - 表記は「志摩大神」。

## 境内
境内には応永6年（1399年）の銘を持つ石燈籠が建てられている。

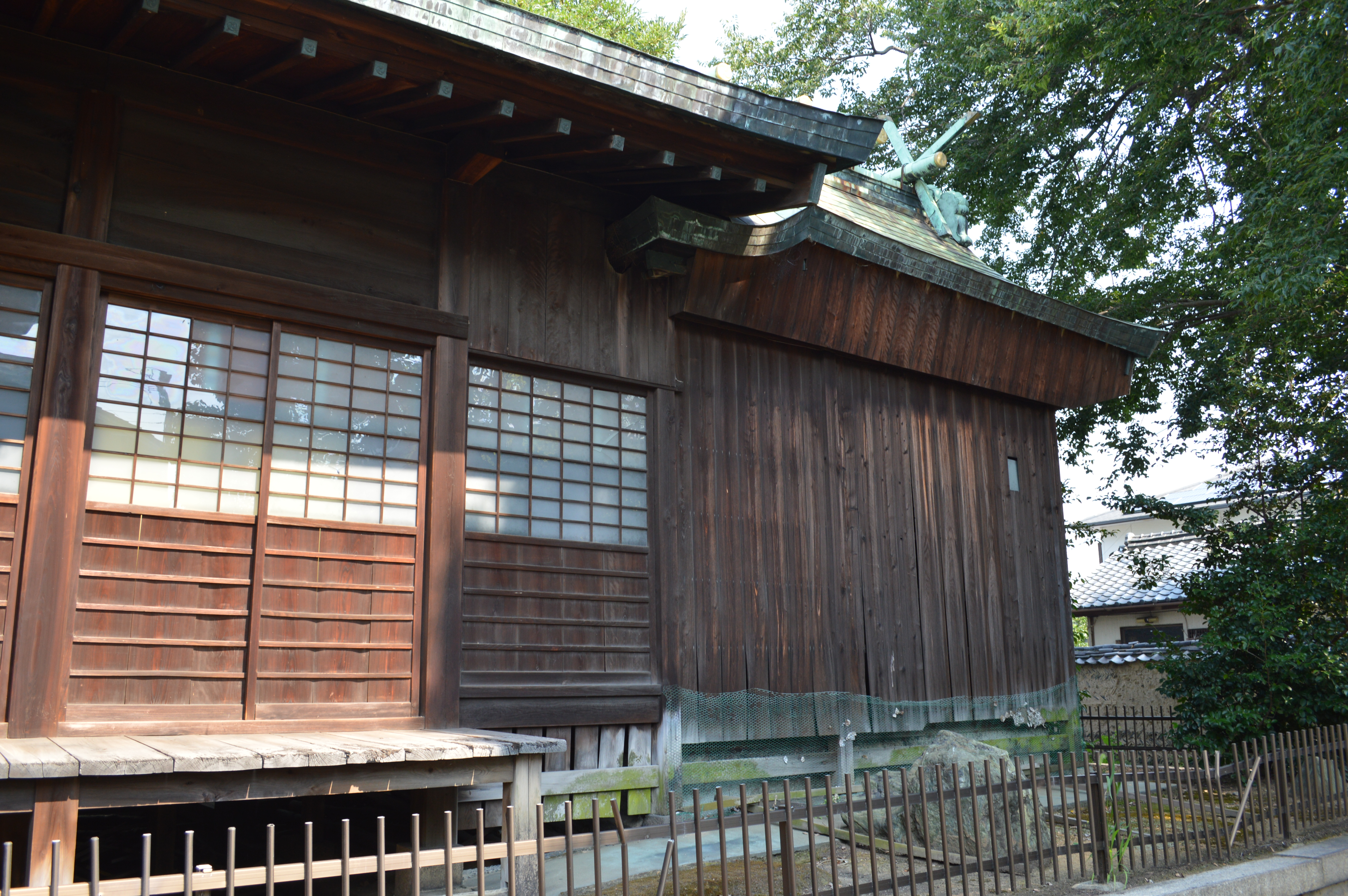
本殿（和歌山県指定文化財）覆屋
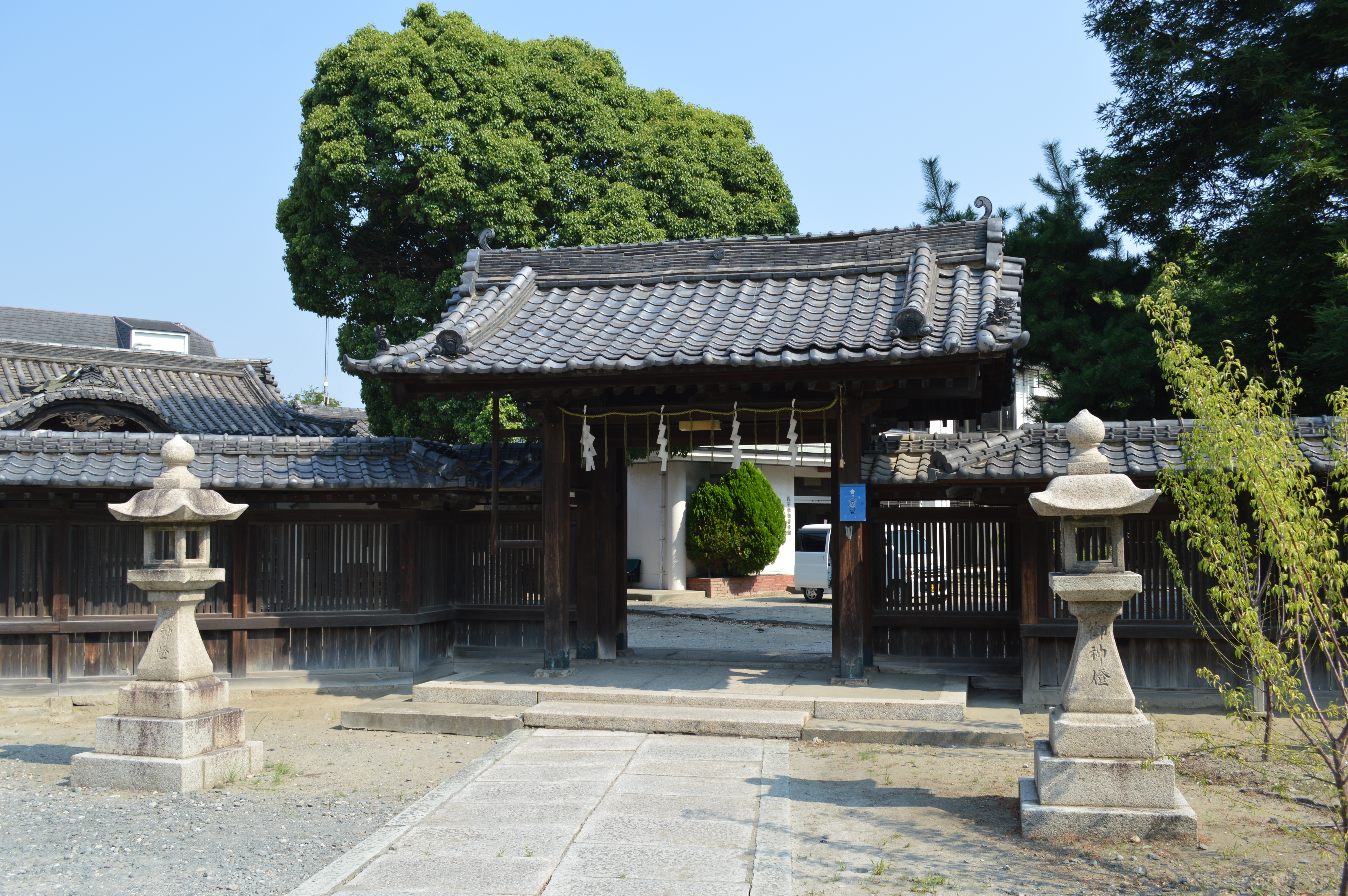
神門

## 摂末社
- 天照皇大神宮、弁財天社、蛭子神社
- 久嶋神社、宇佐八幡神社、八坂神社
- 国津神社、天満社、琴平神社
- 稲荷神社、月読神社、医祖神社
- 焼火神社、猿田彦神社

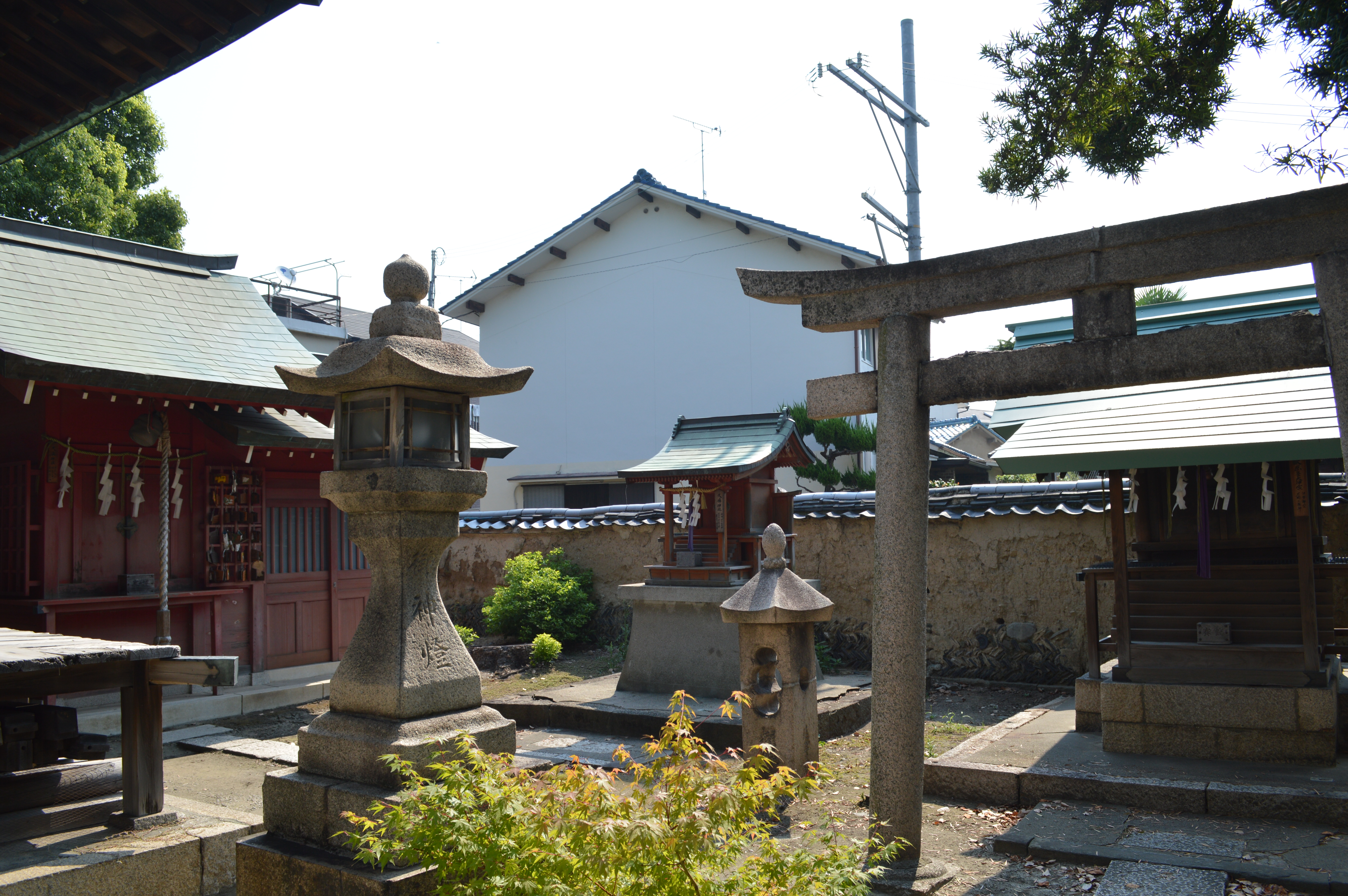
境内社
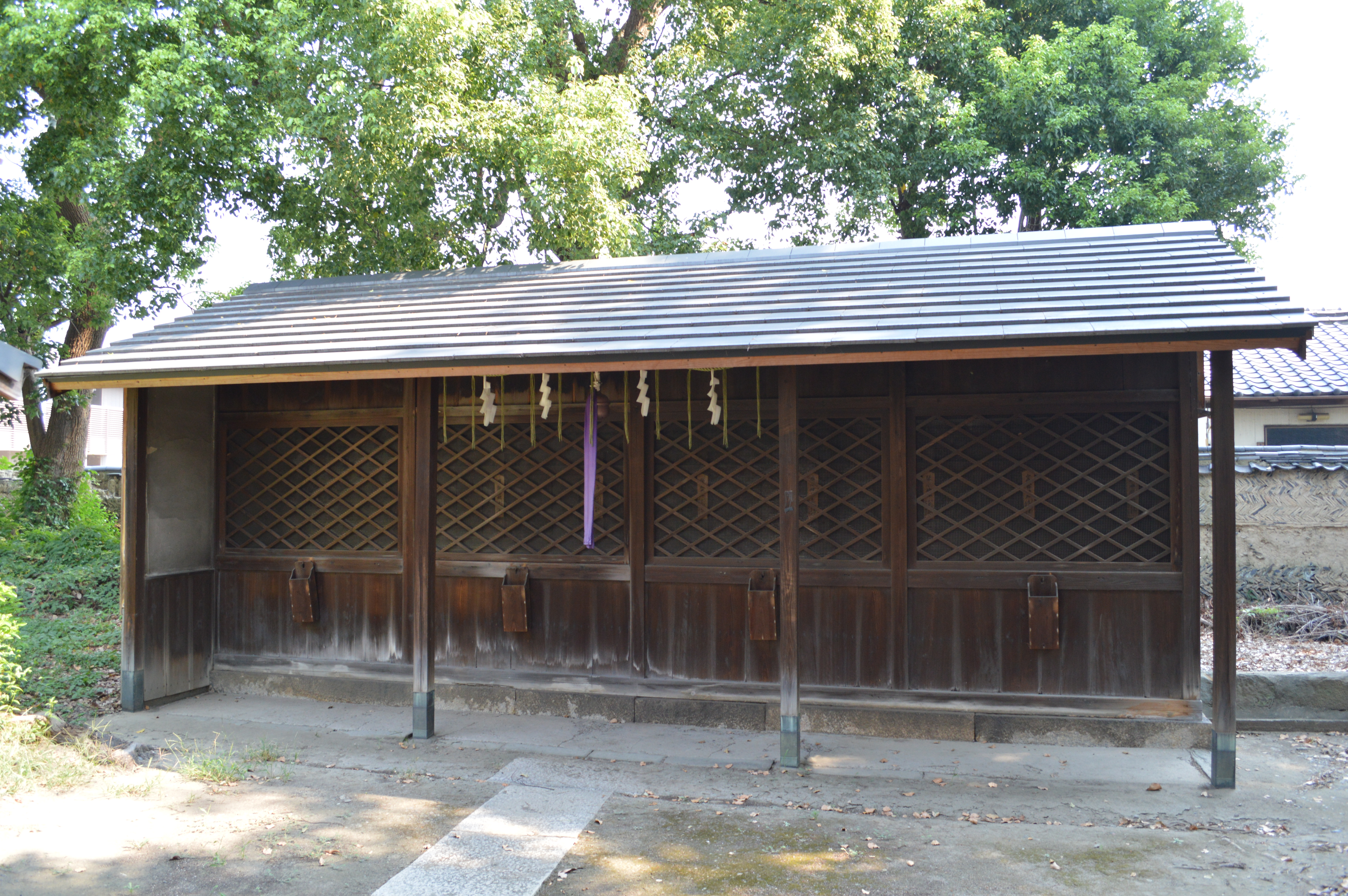
境内社

## 祭事
主な祭事は次の通り。
- 星祭り節分祭（2月3日）
- 夏祭り（宵宮7月14日、本宮7月15日）
- 子供神輿渡御（7月第2土曜日）
- 例祭（10月15日）
- 庭燎神事（12月15日夜）

## 文化財

### 和歌山県指定文化財
- 有形文化財
  - 志磨神社本殿（附 棟札26枚、獅子・狛犬1対）（建造物） - 2022年（令和4年）3月18日指定[6]。

## 現地情報
所在地
- 和歌山県和歌山市中之島677

交通アクセス
- 鉄道：西日本旅客鉄道（JR西日本） 紀勢本線 紀和駅（徒歩約5分）
- バス：和歌山バス「志摩神社前」（バス停名は磨ではなく摩となっている）

周辺
- 十五社神社（和歌山市松島） - 十五社神社の社伝では、志磨神社はもとこの地に鎮座したという[7]。